# Sci alpino agli VIII Giochi paralimpici invernali
Per lo sci alpino agli VIII Giochi paralimpici invernali di Salt Lake City 2002 furono disputate 53 gare (34 maschili e 19 femminili).

## Medagliere
| Posizione | Paese         |    |    |    | Totale |
| --------- | ------------- | -- | -- | -- | ------ |
| 1         | Stati Uniti   | 9  | 17 | 11 | 37     |
| 2         | Austria       | 9  | 8  | 9  | 26     |
| 3         | Germania      | 8  | 0  | 6  | 14     |
| 4         | Australia     | 6  | 1  | 0  | 7      |
| 5         | Svizzera      | 5  | 4  | 0  | 9      |
| 6         | Canada        | 4  | 3  | 5  | 12     |
| 7         | Nuova Zelanda | 4  | 0  | 2  | 6      |
| 8         | Spagna        | 3  | 2  | 2  | 7      |
| 9         | Francia       | 2  | 7  | 3  | 12     |
| 10        | Rep. Ceca     | 2  | 1  | 2  | 5      |
| 11        | Italia        | 1  | 3  | 2  | 6      |
| 12        | Svezia        | 0  | 5  | 1  | 6      |
| 13        | Slovacchia    | 0  | 1  | 5  | 6      |
| 14        | Corea del Sud | 0  | 1  | 0  | 1      |
| 15        | Giappone      | 0  | 0  | 2  | 2      |
|           | Russia        | 0  | 0  | 2  | 2      |
| 17        | Norvegia      | 0  | 0  | 1  | 1      |
| Totale    | Totale        | 53 | 53 | 53 | 159    |

## Podi
Le gare erano divise in:
- Discesa libera: uomini - donne
- Supergigante: uomini - donne
- Slalom gigante: uomini - donne
- Slalom speciale: uomini - donne

Ogni evento era separato in In piedi, Seduti e Ipo o non vedenti:
- LW2 - in piedi: amputazione alla singola gamba sopra il ginocchio
- LW3 - in piedi: amputazione ad entrambe le gambe sotto il ginocchio, paralisi cerebrale lieve o danno equivalente
- LW4 - in piedi: amputazione alla singola gamba sotto il ginocchio
- LW5/7 - in piedi: doppia amputazione braccia
- LW6/8 - in piedi: amputazione al singolo braccio
- LW9 - in piedi: amputazione o menomazione equivalente di un braccio e di una gamba
- LW10 - seduti: paraplegia con o nessuna funzione addominale superiore e nessun equilibrio di seduta funzionale
- LW11 - seduti: paraplegia con equilibrio di seduta corretto e funzionale
- LW12 - seduti: doppia amputazione delle gambe sopra il ginocchio o paraplegia qualche funzione della gamba e buon bilanciamento nello stare seduti
- B1 - ipo o non vedenti: nessuna funzione visiva
- B2 - ipo o non vedenti: funzione visiva dal 3 al 5%
- B3 - ipo o non vedenti: funzione visiva sotto il 10%

### Uomini
| Evento          | Classe                   | Oro                      | Argento              | Bronzo |
| Discesa libera  |                          |                          |                      |        |
| B1-3            | Bart Bunting             | Eric Villalón            | Yon Santacana        |        |
| LW2             | Michael Milton           | Christian Lanthaler      | Jason Lalla          |        |
| LW3,5/7,9       | Gerd Schoenfelder        | Arno Hirschbuehl         | Jacob Rife           |        |
| LW4             | Hans Burn                | James Lagerstrom         | Steven Bayley        |        |
| LW6/8           | Rolf Heinzmann           | Lionel Brun              | Markus Pfefferle     |        |
| LW10            | Martin Braxenthaler      | Chris Waddell            | Ronny Persson        |        |
| LW11            | Harald Eder              | Andreas Schiestl         | Fabrizio Zardini     |        |
| LW12            | Kevin Bramble            | Christopher Devlin-Young | Daniel Wesley        |        |
| Supergigante    |                          |                          |                      |        |
| B1-3            | Bart Bunting             | Eric Villalón            | Yon Santacana        |        |
| LW2             | Michael Milton           | Christian Lanthaler      | Florian Planker      |        |
| LW3,5/7,9       | Gerd Schoenfelder        | Romain Riboud            | Arno Hirschbuehl     |        |
| LW4             | Hubert Mandl             | Josef Schoesswendter     | Steven Bayley        |        |
| LW6/8           | Rolf Heinzmann           | Lionel Brun              | Wolfgang Moosbrugger |        |
| LW10            | Martin Braxenthaler      | Ronny Persson            | Michael Kroener      |        |
| LW11            | Fabrizio Zardini         | Andreas Schiestl         | Denis Barbet         |        |
| LW12            | Christopher Devlin-Young | Daniel Wesley            | Ludwig Wolf          |        |
| Slalom gigante  |                          |                          |                      |        |
| B1-2            | Eric Villalón            | Bart Bunting             | Radomir Dudas        |        |
| B3              | Yon Santacana            | Gianmaria Dal Maistro    | Andrew Parr          |        |
| LW2             | Michael Milton           | Jason Lalla              | Asle Tangvik         |        |
| LW3,5/7,9       | Gerd Schoenfelder        | Romain Riboud            | Arno Hirschbuehl     |        |
| LW4             | Steven Bayley            | Hans Burn                | Robert Meusburger    |        |
| LW6/8           | Rolf Heinzmann           | Lionel Brun              | Frank Pfortmueller   |        |
| LW10            | Martin Braxenthaler      | Ronny Persson            | Chris Waddell        |        |
| LW11            | Harald Eder              | Juergen Egle             | Andreas Schiestl     |        |
| LW12            | Hans Joerg Arnold        | Sang Min Han             | Scott Patterson      |        |
| Slalom speciale |                          |                          |                      |        |
| B1-2            | Eric Villalón            | Radomir Dudas            | Stefan Kopcik        |        |
| B3              | Chris Williamson         | Andrew Parr              | Norbert Holik        |        |
| LW2             | Michael Milton           | Monte Meier              | Michael Hipp         |        |
| LW3,5/7,9       | Gerd Schoenfelder        | Arno Hirschbuehl         | Alexei Moshkine      |        |
| LW4             | Hubert Mandl             | Hans Burn                | Martin Falch         |        |
| LW6/8           | Wolfgang Moosbrugger     | Rolf Heinzmann           | Lionel Brun          |        |
| LW10            | Martin Braxenthaler      | Ronny Persson            | Chris Waddell        |        |
| LW11            | Denis Barbet             | Juergen Egle             | Harald Eder          |        |
| LW12            | Daniel Wesley            | Hans Joerg Arnold        | Ludwig Wolf          |        |

### Donne
| Evento          | Classe               | Oro                 | Argento              | Bronzo |
| Discesa libera  |                      |                     |                      |        |
| B2-3            | Pascale Casanova     | Katerina Tepla      | Gabriele Huemer      |        |
| LW2             | Danja Haslacher      | Sarah Billmeier     | Inga Medvedeva       |        |
| LW3,4,6/8,9     | Rachael Battersby    | Csilla Kristof      | Karolina Wisniewska  |        |
| LW10-12         | Sarah Will           | Muffy Davis         | Stephani Victor      |        |
| Supergigante    |                      |                     |                      |        |
| B2-3            | Katerina Tepla       | Gabriele Huemer     | Pascale Casanova     |        |
| LW2             | Sarah Billmeier      | Allison Jones       | Sandy Dukat          |        |
| LW3,4,6/8,9     | Lauren Woolstencroft | Mary Riddell        | Karolina Wisniewska  |        |
| LW10-12         | Sarah Will           | Muffy Davis         | Lacey Heward         |        |
| Slalom gigante  |                      |                     |                      |        |
| B2-3            | Katerina Tepla       | Pascale Casanova    | Sabina Rogie         |        |
| LW2             | Danja Haslacher      | Allison Jones       | Nicola Lechner       |        |
| LW3,4,9         | Mary Riddell         | Karolina Wisniewska | Lauren Woolstencroft |        |
| LW6/8           | Rachael Battersby    | Csilla Kristof      | Iveta Chlebáková     |        |
| LW10-11         | Sarah Will           | Muffy Davis         | Lacey Heward         |        |
| LW12            | Allison Pearl        | Cecilia Paulson     | Kuniko Obinata       |        |
| Slalom speciale |                      |                     |                      |        |
| B2-3            | Gabriele Huemer      | Pascale Casanova    | Sabina Rogie         |        |
| LW2             | Danja Haslacher      | Sarah Billmeier     | Sandy Dukat          |        |
| LW3,4,9         | Lauren Woolstencroft | Karolina Wisniewska | Jennifer Kelchner    |        |
| LW6/8           | Rachael Battersby    | Csilla Kristof      | Iveta Chlebáková     |        |
| LW10-12         | Allison Pearl        | Cecilia Paulson     | Kuniko Obinata       |        |